# Kongres (glasbena skupina)
Kongres je bila novovalovska glasbena skupina iz Sarajeva. Spadala je v krog urbanega kulturnega gibanja Novi primitivizem.
Skupino je leta 1982 osnoval in vodil Adam Subašić, 24 letni bobnar iz Sanskega Mosta. Štiri leta mlajši basist Aljoša Buha iz Zenice, sicer slovenskega rodu, je tako kot Subašić prišel v Sarajevo zaradi študija. Zasedbo so sestavljali še Mahir Purivatra (vokal in kitara), Dado Džihan na klaviaturah in pevec Emir Cerić.
Prvi nastop so imeli jeseni 1982 v sarajevskem klubu Sloga, skupaj z Zabranjenim pušenjem in Elvisom J Kurtovićem. Na svojih koncertih so delili letake ter projecirali diapozitive in filme.
Džihan in Cerić sta medtem Kongres zapustila. Tako so kot trio poleti 1984 v studiju sarajevskega radija posneli svoj debutni in edini album Zarjavele trobente. Izdan pri založbi Diskoton oktobra 1984. Teme besedil so večinoma socijalne narave, naslovna pesem v slovenščini je bila hit. Med načrtovanjem nadaljevanja kariere pa so se pojavili problemi. Aljoša se je 1985 pridružil novi sarajevski skupini Crvena jabuka, Mahir in Adam pa sta se po razpadu Kongresa umaknila s scene.

## Diskografija
- Zarjavele trobente (Diskoton, 1984)

## Zapuščina
- Skupina Lačni Franz je refren Zarjavele trobente uporabila v pesmi Jutri bom pujsa razbil na albumu Slon med porcelanom, 1984;
- Zoran Predin je objavil svoji priredbi Zarjevelih trobent na solo albumu Gate na glavo, 1992; in na kompilaciji Slovenija gre Naprej, 2000;
- Režiser Pjer Žalica je pesem Zarjavele trobente v izvedbi Lidije Kordić uporabil kot glasbeno opremo svojega filma Zberi se, babica, 2020.

## Vira
- Kongres, ili o jednom zaboravljenom sarajevskom bendu; Dražen Šimić, 29.1.2018
- Zoran Predin objavil sliko s sarajevskim Kongresom; Dnevni Avaz, 7.2.2020
- Zgodba: Zarjavele trobente; Val 202, 3.6.2024